# Jan Kolář (Eishockeyspieler, 1986)
Jan Kolář (* 22. November 1986 in Pardubice, Tschechoslowakei) ist ein tschechischer Eishockeyspieler, der seit Juni 2010 erneut beim HC Dynamo Pardubice in der tschechischen Extraliga unter Vertrag steht.

## Karriere
Jan Kolář begann seine Karriere als Eishockeyspieler in seiner Heimatstadt in der Nachwuchsabteilung des HC Pardubice, für dessen U18-Junioren er von 2000 bis 2002 in der U18-Junioren-Extraliga aktiv war. Anschließend wechselte er im Laufe der Saison 2002/03 zur Nachwuchsabteilung des HC Třinec, für dessen U20-Junioren er in den folgenden eineinhalb Jahren ebenfalls in der höchsten Spielklasse seines Jahrgangs antrat. Zur Saison 2004/05 kehrte der Verteidiger nach Pardubice zurück und verbrachte die gesamte Spielzeit bei dessen U20-Junioren. Dort begann er auch die folgende Spielzeit, spielte im weiteren Saisonverlauf jedoch für die Profimannschaften des HC Hradec Králové und von KLH Vajgar Jindřichův Hradec in der zweitklassigen 1. Liga.
In der Saison 2006/07 kam Kolář zu seinem Debüt für Pardubices Profimannschaft in der Extraliga, in der er jedoch nur ein einziges Mal eingesetzt wurde. Die gesamte restliche Spielzeit verbrachte er erneut in der 1. Liga, diesmal beim HC Rebel Havlíčkův Brod. In den folgenden beiden Jahren konnte sich der Linksschütze beim HC Pardubice durchsetzen und stand regelmäßig für dessen Profiabteilung in der Extraliga auf dem Eis. Weiterhin spielte er jedoch parallel in der 1. Liga für seinen Ex-Club HC Hradec Králové und den HC Chrudim. Seit der Saison 2009/10 spielt er ausschließlich für Pardubice in der Extraliga und gewann mit seiner Mannschaft in der Saison 2009/10 erstmals in seiner Laufbahn den tschechischen Meistertitel.

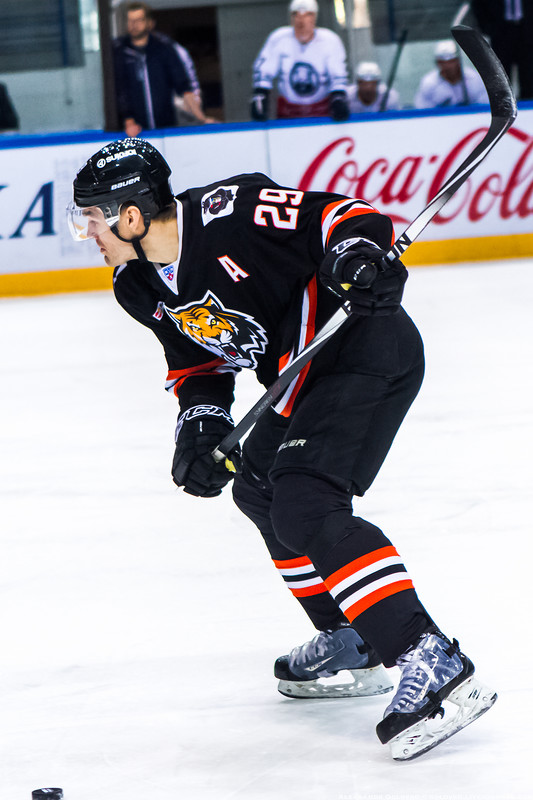
Jan Kolář im Trikot von Amur Chabarowsk (2016)

Im November 2012 wurde Kolář  vom HK Donbass Donezk in der Kontinentalen Hockey-Liga unter Vertrag genommen, nachdem dieser Karel Pilař und Jaroslav Obšut entlassen hatte und daher auf der Suche nach einem erfahrenen Verteidiger war. Mit dem HK Donbass gewann er 2013 den IIHF Continental Cup. Nach der Saison 2013/14 zog sich der Klub aufgrund der Krisensituation in der Ukraine vom Spielbetrieb zurück und Kolář wechselte innerhalb der KHL zu Admiral Wladiwostok.
Im Juni 2015 wurde Kolář im Rahmen eines Tauschgeschäfts, welches insgesamt 12 Spieler und 2 Transferrechte umfasste, an Amur Chabarowsk abgegeben. Bei Amur Chabarowsk stand er bis zum Ende der Saison 2018/19 unter Vertrag. Anschließend verließ er den Verein und kehrte nach insgesamt 364 KHL-Spielen, in denen er 33 Tore erzielte und 67 Vorlagen beisteuerte, zu seinem Heimatverein HC Dynamo Pardubice zurück.

## Erfolge und Auszeichnungen
- 2010 Tschechischer Meister mit dem HC Pardubice
- 2012 Tschechischer Meister  mit dem HC Pardubice
- 2013 Gewinn des IIHF Continental Cup mit dem HK Donbass Donezk
- 2017 Teilnahme am KHL All-Star Game
- 2019 Teilnahme am KHL All-Star Game

## Statistik
(Stand: Ende der Saison 2018/19)